# نشانه کرنیگ
نشانهٔ کرنیگ (انگلیسی: Kernig's sign) معاینه‌ای پزشکی است که برای جستجوی شواهدی مبنی بر تحریک پردهٔ مغز استفاده می‌شود. این آزمایش شامل خم کردن ران‌ها در لگن و زانوها در زاویه ۹۰ درجه و ارزیابی دردناک بودن بازکردن متعاقب زانو است (که منجر به مقاومت می‌شود) و در این صورت مثبت تلقی می‌شود. نشانهٔ کرنیگ ممکن است نشان‌دهنده خونریزی زیر عنکبوتیه یا مننژیت باشد. بیماران همچنین ممکن است دچار کمان‌پیکری شوند - اسپاسم در کل بدن که منجر به خم شدن پاها و سر به عقب و خم شدن بدن به جلو می‌گردد.
کارل و همکاران متوجه شدند که بسیاری از متون پزشکی مربوط به نشانهٔ کرنیگ قدیمی هستند و هیچ کارآزمایی تصادفی دربارهٔ آن پیدا نکردند. آنها همچنین به حساسیت کم ۵ درصدی آن اشاره کردند به این معنی که عدم وجود نشانهٔ کرنیگ احتمال مننژیت را رد نمی‌کند، اما ویژگی آن ۹۵ درصد است، بنابراین اگر مثبت باشد، مننژیت بسیار محتمل است. در مواقعی که پزشک مشکوک به مننژیت است، باید پونکسیون کمری انجام شود و به‌هیچ‌وجه نباید به نشانهٔ کرنیگ بسنده یا اعتماد کرد.